# エーテルアミン
エーテルアミン (etheramine) はエーテル結合を有するアミンの総称であるが、工業的にはアルコールのシアノエチル化と続く水素化還元で得られる R-O-CH2CH2CH2NH2 およびその誘導体を指すことが一般的である。

## 工業的な合成法
エーテルアミンの基本となるエーテル一級アミンの合成は一般的に以下の経路による。
アクリロニトリルによるアルコールのシアノエチル化
ROH + H2C=CHCN －(cat.KOH)→ R-O-CH2CH2CN（エーテルニトリル）
エーテルニトリルの水素化還元
R-O-CH2CH2CN －(H2/NaOH or NH3、Raney-Ni)→ R-O-CH2CH2CH2NH2

## 用途
特許では浮遊選鉱剤、燃料添加剤等の化学品分野の用途が目立つ。近年はヘアケア用途での展開も見られ、ヘアーコンディショナーの主基剤として、花王のアジエンス（主基剤：C18H37-O-CH2CH2CH2N(CH3)2）や資生堂のTSUBAKI（主基剤：C18H37-O-CH2CH(OH)CH2N(CH3)2）などに配合されている。